# Necmettin Erbakan
Necmettin Erbakan, född 29 oktober 1926 i Sinop, död 27 februari 2011 i Ankara, var en turkisk politiker och islamist som var Turkiets premiärminister 28 juni 1996–30 juni 1997 och Välfärdspartiets partiledare 1987–1998.
Necmettin Erbakan  publicerade 1969 ett manifest som han gav namnet Millî Görüş. Det talade mest i allmänna termer om islamisk moral och religiös utbildning med ägnade stor uppmärksamhet åt frågor som industrialisering, utveckling och ekonomiskt oberoende. Vidare varnade han i manifestet för närmande till Europa i det han ansåg EU vara ett zionistiskt och katolskt projekt för assimilering och avislamisering av Turkiet och förespråkade  istället ett närmare ekonomiskt samarbete mellan muslimska länder.
I valet 1996 fick han flest röster och blev Turkiets förste islamistiske premiärminister. Men efter ett år avsattes han genom en oblodig kupp och hans parti förbjöds för fjärde gången 